# New Zealand Cricket One Day Competition 2009/10
Die New Zealand Cricket One Day Competition 2009/10 war die 39. Austragung der nationalen List-A-Cricket-Meisterschaft in Neuseeland. Der Wettbewerb wurde zwischen dem 8. Dezember 2009 und 21. Februar 2010 zwischen den sechs neuseeländischen First-Class-Mannschaften ausgetragen. Im Finale konnten sich die Northern Knights gegen die Auckland Aces mit 6 Runs durchsetzen.

## Format
Die sechs Mannschaften spielen in einer Gruppe acht Spiele gegen die anderen Mannschaften. Für einen Sieg gibt es vier Punkte, für ein Unentschieden oder No Result zwei und für eine Niederlage keinen Punkt. Ein Bonuspunkt wird vergeben, wenn bei einem Spiel die eigene Run Rate die des Gegners um das 1,25-Fache übersteigt. Des Weiteren ist es möglich, dass Mannschaften Punkte abgezogen bekommen, wenn sie beispielsweise zu langsam spielen. Der Sieger des Turniers wird im Page-Playoff-System ermittelt.

## Resultate

### Gruppenphase
Tabelle
| Teams              | Sp. | S | N | U | R | NR | A | BP | Ded | Punkte | NRR    |
| ------------------ | --- | - | - | - | - | -- | - | -- | --- | ------ | ------ |
| Auckland           | 8   | 5 | 2 | 1 | 0 | 0  | 0 | 2  | 0   | 24     | +0.596 |
| Northern Districts | 8   | 5 | 3 | 0 | 0 | 0  | 0 | 1  | 0   | 21     | +0.134 |
| Canterbury         | 8   | 4 | 3 | 1 | 0 | 0  | 0 | 1  | 0   | 19     | −0.046 |
| Central Districts  | 8   | 4 | 4 | 0 | 0 | 0  | 0 | 1  | 0   | 17     | +0.568 |
| Otago              | 8   | 3 | 5 | 0 | 0 | 0  | 0 | 1  | 0   | 13     | −0.411 |
| Wellington         | 8   | 2 | 6 | 0 | 0 | 0  | 0 | 0  | 0   | 8      | −0.992 |

## Playoffs

### Spiel A
| 13. Februar Scorecard | Whangārei | Northern Districts 104 (32.5)  | – | Auckland 108-2 (2) |
|                       |           | Auckland gewinnt mit 8 Wickets |   |                    |

### Spiel B
| 13. Februar Scorecard | Auckland | Canterbury 258-8 (50)                   | – | Central Districts 260-4 (47.1) |
|                       |          | Central Districts gewinnt mit 6 Wickets |   |                                |

### Spiel C
| 17. Februar Scorecard | Christchurch | Northern Districts 284-6 (50)          | – | Central Districts 201 (43.5) |
|                       |              | Northern Districts gewinnt mit 83 Runs |   |                              |

### Finale
| 21. Februar Scorecard | Whangārei | Northern Districts 304-3 (50)          | – | Auckland 283-9 (50) |
|                       |           | Northern Districts gewinnt mit 21 Runs |   |                     |